# Esmeraldas tartomány

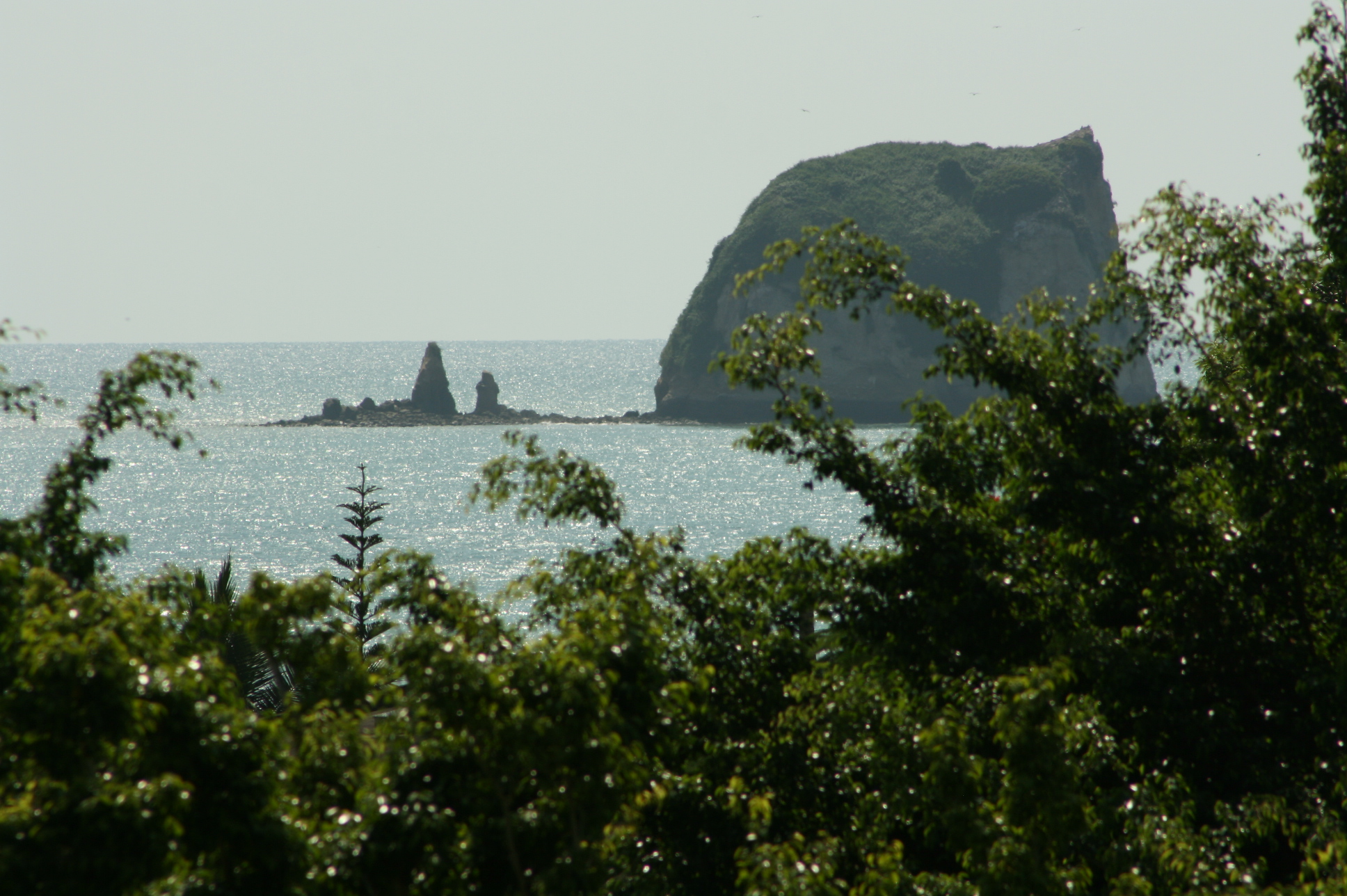
Sua sziklái.

Esmeraldas Ecuador északnyugati tartománya, amelynek a székhelye a Csendes-óceán partján fekvő  Esmeraldas.
Az egyenlítői ország ezen tartománya ad otthont az afro-ecuadori kultúrának.

## Kantonok
A tartományban 7 kanton van.
| Kanton      | Népesség (2001) | Terület (km²) | Székhely                         |
| ----------- | --------------- | ------------- | -------------------------------- |
| Atacames    | 30 267          | 511           | Atacames                         |
| Eloy Alfaro | 33 403          | 4 302         | Limones                          |
| Esmeraldas  | 157 792         | 1 351         | Esmeraldas                       |
| Muisne      | 25 080          | 1 265         | Muisne                           |
| Quinindé    | 88 337          | 3 855         | Rosa Zárate (más néven Quinindé) |
| Río Verde   | 22 164          | 1 506         | Rioverde                         |
| San Lorenzo | 28 180          | 3 106         | San Lorenzo                      |